# Cristo in pietà con angeli
Il Cristo in pietà con angeli è un dipinto tempera su tavola di Alvise Vivarini, datato 1478 e conservato nella Museo Adriano Bernareggi di Bergamo, era la cimasa del polittico di cui si conserva la parte centrale: Assunzione di Maria ospitato nella Pinacoteca di Brera.

## Storia
Il polittico fu commissionato a pochi anni dalla costruzione della chiesa di Santa Maria dell'Incoronata di Martinengo, chiesa e monastero voluti dal condottiero bergamasco Bartolomeo Colleoni nel 1467 per ospitare i frati e le suore dell'ordine dei francescani. Alla morte il condottiero aveva lasciato 3000 ducati d'oro quale fondo per le opere di finitura dell'edificio e per la sua decorazione. Il polittico realizzato dal veneziano Vivarini, rimase come pala d'altare fino al 1810 quando fu rimosso a causa delle soppressioni napoleoniche. La tavola centrale con l'Assunzione di Maria, fu ospitata presso la pinacoteca di Milano il 4 aprile 1811. Venne poi collocata nel 1847 presso la parrocchia della Bovisa dove rimase fino al 1978 venendo restaurata. Successivamente questa parte fu ospitata presso le gallerie della pinacoteca di Brera.
La tavola era, probabilmente, la parte superiore del polittico che fu smembrato solo nel Settecento quando fu realizzato il nuovo altare da Giuseppe Caniana. Venne quindi posta solo la tavola centrale a completamento del nuovo altare e le altre tavole andarono perdute con esclusione della cimasa. Questa rimase a Bergamo e conservata presso il Museo Adriano Bernareggi, dopo esser stata conservata presso la chiesa parrocchiale dedicata a Maria Assunta di Romano di Lombardia e solo successivamente nel museo dedicato al vescovo di Bergamo Adriano Bernareggi. Il polittico aveva originariamente due pannelli laterali di cui sono andate perdute le tracce e di cui non si conosce il soggetto.

## Descrizione
La tavola raffigura Cristo morto e risorto, sorretto da due angeli. La raffigurazione non è certo la sola d'interesse del Colleoni che ne aveva già commissionata una conservata presso il Luogo Pio Colleoni, luogo dove svolgeva opere caritative, palazzo posto nel centro della città alta di Bergamo.
I due angeli sono posti sai due lati della croce, sono inginocchiati e in atteggiamento di preghiera. Indossano una veste rossa, il colore della sofferenza, e sono avvolti in un manto verde. Un drappo rosso è posto dietro la croce. Cristo ha il capo chino e le mani incrociate sul dorso. I capelli ricci e biondi gli cadono sulle spalle.